# Graphis librata
Graphis librata är en lavart som beskrevs av C. Knight. Graphis librata ingår i släktet Graphis och familjen Graphidaceae.   Inga underarter finns listade i Catalogue of Life.